# Trummesjö
Trummesjö är en sjö i Borås kommun i Västergötland och ingår i Rolfsåns huvudavrinningsområde. Sjön är 8,5 meter djup, har en yta på 0,053 kvadratkilometer och befinner sig 183 meter över havet.